# Severská kombinace na Zimních olympijských hrách 1984
V severské kombinaci na Zimních olympijských hrách 1984 v Sarajevu se v severské kombinaci konala soutěž jednotlivců, která se počítala poprvé v historii také do světového šampionátu. Soutěž družstev nebyla součástí olympijského programu.
Závod ve skoku se konal 11. února, závod v běhu 12. února. Vítězem se stal norský sdruženář Tom Sandberg.

## Přehled medailí
| Pořadí | Země         | Zlato | Stříbro | Bronz | Celkově |
| ------ | ------------ | ----- | ------- | ----- | ------- |
| 1.     | Norsko (NOR) | 1     | 0       | 0     | 1       |
| 2.     | Finsko (FIN) | 0     | 1       | 1     | 2       |
|        | Celkem       | 1     | 1       | 1     | 3       |

## Medailisté

### Muži
| Disciplína              | Zlato                       | Výkon   | Stříbro                          | Výkon   | Bronz                         | Výkon   |
| ----------------------- | --------------------------- | ------- | -------------------------------- | ------- | ----------------------------- | ------- |
| Jednotlivci (K95/15 km) | Tom Sandberg · Norsko (NOR) | 422,595 | Jouko Karjalainen · Finsko (FIN) | 416,900 | Jukka Ylipulli · Finsko (FIN) | 410,825 |